# ألان فاين
ألان فاين (بالإنجليزية: Alan Fine)‏ هو شخصية أعمال أمريكي، ولد في 1951.

## روابط خارجية
- ألان فاين على موقع IMDb (الإنجليزية)
- ألان فاين على موقع بوكس أوفيس موجو (الإنجليزية)
- ألان فاين على موقع قاعدة بيانات الفيلم (الإنجليزية)